# Padre Island National Seashore
Padre Island National Seashore ist ein US-amerikanisches Schutzgebiet vom Typ eines National Seashore. Es umfasst einen langen Abschnitt des nördlichen Teils der Insel Padre Island an der Golfküste im US-Bundesstaat Texas.
Der Park besteht aus größtenteils unberührter Küste und der dahinter liegenden Dünenlandschaft der schmalen Insel (Nehrung). Besonders interessant ist er für Naturliebhaber in der Zeit des Vogelzugs, da viele Zugvögel auf dem Weg über den Golf von Mexiko dort rasten. Der Küstenstreifen ist der längste unbebaute Strand der gesamten USA.